# Janet Benshoof
Janet Benshoof (10 de maio de 1947 – 18 de dezembro de 2017) foi uma advogada americana de direitos humanos e presidente e fundadora do Centro de Justiça Global. Benshoof fundou o Centro para os Direitos Reprodutivos, a primeira organização internacional de direitos humanos do mundo focada na escolha reprodutiva e igualdade.

## Educação e academia
Benshoof recebeu o seu bacharelado em ciência política, summa cum laude, pela Universidade de Minnesota em 1969, e o seu Juris Doctor pela Faculdade de Direito de Harvard em 1972, pagando as suas mensalidades usando dinheiro de um emprego de verão numa banca de cerveja de raiz A&W.
Benshoof ensinou Direito dos direitos humanos no Bard College e na Faculdade de Direito de Harvard e foi professora visitante nas universidades de Yale, Columbia, Rutgers, Case Western Reserve e Harvard.

## Trabalho jurídico
Benshoof estabeleceu precedentes legais marcantes no Supremo Tribunal dos EUA e em fóruns internacionais. Os seus esforços legais bem-sucedidos vão desde a aprovação da contraceção de emergência para mulheres pela Food and Drug Administration (FDA) dos Estados Unidos, até a aplicação da Direito Internacional sobre violações para garantir os direitos das mulheres nos processos do Alto Tribunal Iraquiano contra crimes de guerra da era Saddam. O seu treino em direitos de género e Direito Internacional no Supremo Tribunal iraquiano resultou na primeira decisão legal no Oriente Médio para conferir direitos às mulheres sob o direito internacional.
Ela também deu palestras e treinou mulheres líderes, juízas, parlamentares e vários órgãos da ONU sobre a implementação de leis internacionais de direitos humanos (como a CEDAW) e direito internacional humanitário, incluindo os direitos das mulheres à responsabilidade criminal sob as Resoluções do Conselho de Segurança e pelo Tribunal Penal Internacional.
Ela serviu durante 15 anos como diretora do Projeto de Liberdade Reprodutiva da União Americana pelas Liberdades Civis (ACLU, na sigla em inglês), que litigava casos que lidavam com igualdade de género, liberdade de expressão e escolha reprodutiva. Ela era membro do Conselho de Relações Exteriores e do seu grupo de ação da Birmânia e aconselhava mulheres da Birmânia, Curdistão e Iraque na redação constitucional.

## Centro para os Direitos Reprodutivos
Em 1992, Benshoof deixou a ACLU para fundar o Centro para o Direito Reprodutivo e Políticas (agora Centro para os Direitos Reprodutivos), a primeira organização internacional de direitos humanos focada nos direitos das mulheres à igualdade; ela serviu como o seu primeiro presidente.
Sob a sua liderança, o Centro obteve estatuto consultivo junto das Nações Unidas, desenvolveu projetos jurídicos em mais de 40 países e ganhou importantes processos no Supremo Tribunal dos Estados Unidos.

## Centro de Justiça Global
Benshoof foi presidente do Centro de Justiça Global (GJC, na sigla em inglês), uma organização internacional de direitos humanos sediada em Nova Iorque que ela fundou em 2005. O GJC trabalha para ajudar a implementar e fazer cumprir as leis de direitos humanos que promovem a igualdade de género. Em 2011, enquanto presidente do GJC, ela sugeriu que o governo militar de Mianmar deveria ser encaminhado ao Tribunal Penal Internacional por violações do direito internacional.

## Publicações
Benshoof publicou vários artigos na Harvard Law Review, The Journal of the American Medical Association, The New York University Journal of International Law and Policy, Issues in Science and Technology, Women's Health Issues e no Law Ka Pala, um jornal do Conselho dos Advogados da Birmânia.
As suas publicações incluem "Global Justice for the Twenty-First Century: International Legal Issues" para a Encyclopedia of Global Studies, "US Ratification of CEDAW: An Opportunity to Revisit and Reframe the Right to Equality Accorded Women under the US Constitution" para a NYU Review of Lay and Social Change, e "The Upcoming Elections in Burma: Increasing Risks to Global Security by Constitutionalizing a Military Monopoly on Nuclear Development" com o Conselho de Advogados da Birmânia.

## Média
Benshoof apareceu na BBC, CBS Evening News, ABC World News Tonight, Good Morning America, Nightline e PBS NewsHour.
Em relação aos mandatos contracetivos, ela escreveu no Chicago Tribune que "há fortes estereótipos sobre as mulheres que estão por trás dessa discriminação. Os homens são feitos para terem ereções e prazer sexual. Portanto, financia-se o Viagra. As mulheres são projetadas para engravidar, tornarem-se mães e não serem sexuais. Portanto, não se financia contraceção 'não natural' ou aborto."
Num artigo de 2016 no The New York Times, Benshoof argumentou que os Estados Unidos deveriam assumir a liderança na acusação de combatentes do ISIS por genocídio, escrevendo: "A acusação de crimes do ISIS como genocídio é uma obrigação legal e moral. A liderança americana para garantir que esses processos ocorram reforçará os valores globais de diversidade que o ISIS está a tentar destruir."

## Morte
Benshoof morreu na sua casa em Manhattan, em Nova Iorque, em 18 de dezembro de 2017, aos 70 anos, de carcinoma seroso uterino, um cancro endométrico, diagnosticado um mês antes, de acordo com o seu filho, David Benshoof Klein. Outros sobreviventes incluem o seu segundo marido, Alfred Meyer; outro filho do seu primeiro casamento, Eli Klein; e uma irmã. O seu primeiro casamento com Richard Klein, professor de Direito, terminou em divórcio.

## Prémios
- Programa de Bolsas MacArthur de 1992[16]
- Prémio "Heroína das Liberdades Civis" de 1993, Freedom From Religion Foundation[17]
- Prémio Edith I. Spivack para Excelentes Advogadas de Nova Iorque
- Prémio da Federação de Planeamento Familiar da América Margaret Sanger
- Prémio Gloria Steinem Mulheres de Visão
- "100 Advogados Mais Influentes da América" no National Law Journal